# Nouvelle Donne
Nouvelle Donne (in italiano Nuovo corso) è un partito politico francese fondato nel 2013, ispirato nel nome e nell'ideologia all'omonima riforma statunitense.

## Storia
Nel marzo 2012 Pierre Larrouturou, consigliere regionale del Partito Socialista nell'Île-de-France, fonda assieme ad altre personalità del mondo politico francese il Collettivo Roosevelt, un chiaro omaggio al presidente americano Franklin Delano Roosevelt. Il collettivo redige un manifesto in quindici punti da sottoporre ai candidati alle elezioni presidenziali. Stéphane Hessel, ex diplomatico alle Nazioni Unite e co-fondatore assieme a Larrouturou del Collettivo Roosevelt, decide di candidarsi alle primarie del Partito Socialista. Il congresso, tenutosi a Tolosa dal 26 al 28 ottobre 2012, incorona Harlem Désir segretario, mentre la mozione di Hessel si classifica al terzo posto con l'11,78% dei voti.
Il 28 novembre 2013 Larrouturou annuncia la trasformazione del Collettivo Roosevelt in un partito, cui viene dato il nome di Nouvelle Donne. Collocato a sinistra, Nouvelle Donne punta a combattere la crisi economica esattamente come fatto dagli Stati Uniti contro la Grande depressione negli Anni Trenta, affrontando il nodo centrale della redistribuzione della ricchezza. Contestualmente, Larrouturou annuncia la candidatura di Nouvelle Donne alle successive elezioni europee. Il 5 dicembre la deputata dei Verdi Isabelle Attard aderisce a Nouvelle Donne, diventandone la prima parlamentare.
Alle elezioni europee 2014 Nouvelle Donne ottiene il 2,90%, senza riuscire a eleggere eurodeputati. Il 4 gennaio 2015 l'Assemblea Generale approva il nuovo statuto che prevede la costituzione del Consiglio cittadino, organo del partito composto dai rappresentanti designati dai membri di una giuria estratti a sorte. La linea di isolamento del partito non trova il consenso di tutti i militanti. Il partito deve registrare diversi adii di propri esponenti, compreso quello di Isabelle Attard.
Per le regionali 2015 Nouvelle Donne lascia libertà ai comitati regionali di siglare intese con altri schieramenti. In alcune regioni sono siglate alleanze con i Verdi, il Partito di Sinistra e altre formazioni di centro-sinistra. New Deal elegge nell'Alvernia-Rodano-Alpi il suo primo consigliere regionale, Fabienne Grébert. Il 27 agosto 2016 il direttivo di New Deal vota l'esclusione di Pierre Larrouturou, reintregato l'ottobre successivo.
Alle elezioni europee 2019 Nouvelle Donne aderisce alla lista Envie d'Europe composta da Partito Socialista e Place publique. La lista ottiene il 6,19% dei voti e Nouvelle Donne elegge Pierre Larrouturou all'Europarlamento.

## Risultati elettorali
| Elezione         | Elezione     | Voti      | %    | Seggi   |
| ---------------- | ------------ | --------- | ---- | ------- |
| Europee 2014     | Europee 2014 | 549.734   | 2,90 | 0 / 74  |
| Legislative 2017 | I turno      | 362.281   | 1,60 | 0 / 577 |
| Legislative 2017 | II turno     | 263.619   | 1,45 | 0 / 577 |
| Europee 2019     | Europee 2019 | 1.403.170 | 6,19 | 1 / 79  |